# Associazione Calcio Rodengo Saiano
L'Associazione Calcio Rodengo Saiano, meglio nota come Rodengo Saiano, è stata una società calcistica italiana con sede a Rodengo-Saiano.
Fondata nel 1983, la squadra ha ottenuto come miglior successo nella sua storia la partecipazione a quattro stagioni della Lega Pro Seconda Divisione (ex Serie C2), che rappresenta il quarto livello del campionato italiano di calcio. Il miglior risultato conseguito è un terzo posto.
Nel 2011 rinuncia ad iscriversi al campionato e si scioglie.

## Storia

### La fondazione ed i primi anni
Fondata nel 1983, ottenne l'affiliazione al Comitato Regionale Lombardo nel 1986. La stagione seguente fece il suo esordio in Terza Categoria classificandosi al 12º posto. Dopo qualche stagione di assestamento, nel 1990-1991 ottenne la promozione in Seconda Categoria vincendo il proprio girone. Due anni dopo, nonostante la sconfitta nello spareggio-promozione contro il CaprianoFenili (1-2 dts), il Rodengo fu ammesso alla Prima Categoria a completamento organici.
Dopo tre anni di piazzamenti a metà classifica, nel 1996-1997 la squadra si classificò al primo posto e ottenne la prima di tre promozioni consecutive che nel 2000 la portarono in Serie D grazie alla vittoria nei play-off di Eccellenza contro la Castellana (1-0 in casa e 2-1 fuori) e il Lonigo (0-1 fuori e 3-1 in casa).

### La Serie D
La prima stagione fra i dilettanti nazionali si concluse all'8º posto. Nella stagione 2002-2003 il Rodengo Saiano conquistò sul campo la promozione tra i professionisti, ma al termine del campionato venne penalizzato di 12 punti a causa di un tentativo di combine in occasione della gara contro il Sant'Angelo Lodigiano, perdendo così il diritto a disputare la stagione successiva la Serie C2. Per il fatto, anche la squadra lodigiana (che vinse l'incontro incriminato per 4-1) fu penalizzata di 4 punti.
La mancata promozione causò una piccola debacle al sodalizio bresciano, che nelle stagioni immediatamente successive non riuscì a riportarsi nelle posizioni di testa della Serie D; nel 2005-2006 rischiò anche la retrocessione in Eccellenza, evitata grazie ad una rimonta che prese il via nel girone di ritorno grazie a mister Maurizio Braghin, Stefano Gusmini e il bomber Giorgio Pesenti. Quello stesso anno si registrò anche il record di presenze allo stadio quando il Rodengo affrontò il Cervia guidato da Francesco Graziani. Furono 4.000 gli spettatori, provenienti sia da Rodengo che dalla provincia di Brescia.

### La promozione in C2
La stagione 2006-2007 vide il Rodengo Saiano conquistare la promozione in Serie C2 grazie ad una rimonta ai danni del Castellarano, coronata nella penultima partita di campionato. Fra i protagonisti della stagione, che vide la squadra arrivare anche in finale nella Coppa Italia Serie D - dove fu sconfitta dalla San Felice Aversa Normanna - ci furono Gianpietro Piovani il capitano Mauro Bertoni e la punta argentina Miguel Andrès Garrone.
La stagione di esordio tra i professionisti si concluse al terzo posto per i franciacortini. Il Rodengo Saiano fu sconfitto in semifinale nei play-off dal Lumezzane, pareggiando in trasferta per 1-1 con reti di Maccan (L) e Bonomi (R) e soccombendo in casa per 1-0, sempre grazie alla rete di Denis Maccan. Nella stagione 2008-2009 i gialloblù, guidati da Maurizio Braghin, espugnarono lo stadio Bentegodi di Verona battendo l'Hellas per 4-2 grazie ad una tripletta di Marrazzo. Battendo all'ultima giornata il Pizzighettone il Rodengo poté accedere ai play-off promozione per il secondo anno di fila. Nella gara d'andata impattò 1-1 con il Como e, dopo lo 0-0 del ritorno al Sinigaglia, venne eliminato dalla rincorsa alla Lega Pro Prima Divisione. La stagione 2009-2010 si è conclusa con il settimo posto, nonostante alcune difficoltà dettate sia dagli infortuni sia da una delicata situazione economica.
La stagione 2010-2011 si chiuse con la mancata iscrizione ai campionati, con la conseguente liquidazione dalla squadra.

## Colori e simboli

### Colori
I colori del Rodengo Saiano erano il giallo e il blu. Tali tinte venivano disposte in verticale sulla maglia casalinga.

### Simboli ufficiali

#### Stemma
Lo stemma del Rodengo Saiano riprendeva quello del comune con l'aggiunta di un panda.

## Strutture

### Stadio
L'AC Rodengo Saiano disputava le partite casalinghe allo Stadio polisportivo comunale Gino Parzani, sito in Via Colombaia 1 a Rodengo-Saiano. Ha una struttura a pianta rettangolare, 2 500 posti a sedere, il terreno è in erba naturale e misura 105 m x 65 m. L'impianto ha una tribuna centrale coperta ed è dotato di una pista d'atletica. Con l'arrivo tra i professionisti vennero costruite due tribune scoperte sul fondo del campo e dedicate ai tifosi ospiti che successivamente vennero rimosse.

### Centro d'allenamento
Il Rodengo Saiano si allenava allo stadio comunale.

## Società

### Sponsor
- 1983-2006 ...
- 2006-2007 Sportika
- 2007-2008 Erreà
- 2008-2010 Remels
- 2010-2011 Erreà

### Settore giovanile
Nella stagione 2009-2010, gli allievi 1994, guidati dal duo Binetti-Gaffurini, dal team manager Daniele Arrighini e grazie ai 42 gol stagionali di Luca Zoppi vincono il campionato.

## Allenatori e presidenti
- 1983-1999 ...
- 1999-2000  Roberto Crotti
- 2000-2001  Giampaolo Chierico
- 2001-2002  Giovanni Lorini
- 2002-2003  Roberto Crotti
- 2003-2005  Maurizio Braghin
- 2005-2008  Ermanno Franzoni
- 2008-2010  Maurizio Braghin
- 2010-2011  Paolo Ridolfi (1ª-9ª)
 Giampietro Piovani (10ª-34ª)

- 1983-1989 ...
- 1989-1995  Ugo Ripamonti
- 1995-2004  Francesco Colosio
- 2004-2006  Pietro Maestrini
- 2006-2011  Alessandro Ferrari

## Calciatori

### Capitani
- ... (1983-2006)
- Mauro Tommaso Bertoni (2006-2011)

## Palmarès

### Competizioni interregionali
- Serie D: 1

2006-2007 (girone D)

### Competizioni regionali
- Promozione: 1

1997-1998 (girone F)
- Prima Categoria: 1

1996-1997 (girone A)

### Competizioni provinciali
- Terza Categoria: 1

1990-1991 (girone C)

## Statistiche e record

### Partecipazione ai campionati
Campionati nazionali
| Livello | Categoria                  | Partecipazioni | Debutto   | Ultima stagione | Totale |
| ------- | -------------------------- | -------------- | --------- | --------------- | ------ |
| 4º      | Serie C2                   | 2              | 2006-2007 | 2007-2008       | 5      |
| 4º      | Lega Pro Seconda Divisione | 3              | 2008-2009 | 2010-2011       | 5      |
| 5º      | Serie D                    | 8              | 1999-2000 | 2006-2007       | 8      |

Campionati regionali
| Livello | Categoria         | Partecipazioni | Debutto   | Ultima stagione | Totale |
| ------- | ----------------- | -------------- | --------- | --------------- | ------ |
| 1º      | Eccellenza        | 1              | 1998-1999 | 1998-1999       | 1      |
| 2º      | Promozione        | 1              | 1997-1998 | 1997-1998       | 1      |
| 3º      | Prima Categoria   | 4              | 1993-1994 | 1996-1997       | 4      |
| 4º      | Terza Categoria   | 5              | 1986-1987 | 1990-1991       | 7      |
| 4º      | Seconda Categoria | 2              | 1991-1992 | 1992-1993       | 7      |

### Partecipazione alle coppe
| Competizione          | Partecipazioni | Debutto   | Ultima stagione | Totale |
| --------------------- | -------------- | --------- | --------------- | ------ |
| Coppa Italia Serie C  | 2              | 2006-2007 | 2007-2008       | 5      |
| Coppa Italia Lega Pro | 3              | 2008-2009 | 2010-2011       | 5      |
| Coppa Italia Serie D  | 8              | 1999-2000 | 2006-2007       | 8      |
| Poule Scudetto        | 1              | 2006-2007 | 2006-2007       | 1      |

### Statistiche individuali
Il giocatore che ha totalizzato il maggior numero di presenze nel Rodengo Saiano è Mauro Tommaso Bertoni, che tra il 2006 e il 2011 ha totalizzato 149 apparizioni.

## Tifoseria

### Storia
La squadra aveva un tifo ridotto e geolocalizzato sul comune d'appartenenza, ciò era principalmente dovuto al fatto che in zona c'erano squadre con una tradizione sportiva maggiore e che il club avesse raggiunto come livello più alto la quarta serie nazionale.
Il Rodengo Saiano aveva una media di spettatori che si aggirava intorno alle 300 unità. Il picco nella stagione 2007-08 fu raggiunto durante la semifinale play-off contro il Lumezzane: circa 1.000 spettatori. Era presente un gruppo organizzato di tifoseria, il Rodengo Club Fedelissimi.

### Gemellaggi e rivalità
Le principali rivalità del Rodengo Saiano erano principalmente con squadre bresciane, ovvero il Feralpisalò, il Montichiari, il Carpenedolo, il Lumezzane, l'USO Calcio e l'Ospitaletto.